# ケイレブ・カワート
ケイレブ・ブライアント・カワート（Kaleb Bryant Cowart, 1992年6月2日 - ）は、アメリカ合衆国・ジョージア州クック郡アデル出身のプロ野球選手（内野手、外野手）。右投両打。現在は、フリーエージェント（FA）。
愛称はジェット・バンディが名付けたパル（Pal）。

## 経歴

### プロ入り前
クック高等学校時代は2010年のゲータレード・ハイスクールプレーヤー・オブ・ザ・イヤーに選ばれた。
MLBドラフト1巡目（全体18位）でロサンゼルス・エンゼルス・オブ・アナハイムから指名され、プロ入り。プロ入りを決めた2010年の高校3年生シーズンの成績は、投手として73イニングを投げて116の三振を奪い、10勝1敗1セーブ、防御率1.05、打者として打率.654、11本塁打、55得点、59打点、長打率1.206、36盗塁（成功率10割）と投打で結果を残した。

### プロ入りとエンゼルス時代
傘下のルーキー級アリゾナリーグ・エンゼルスでプロデビュー。パイオニアリーグのルーキー級オレム・オウルズでもプレーし、2球団合計で7試合に出場して打率.192、1本塁打、7打点を記録した。
2011年はルーキー級オレムでプレーし、72試合に出場して打率.283、7本塁打、40打点、11盗塁を記録した。
2012年はA級シーダーラピッズ・カーネルズとA+級インランド・エンパイア・シックスティシクサーズでプレーし、2球団合計で135試合に出場して打率.276、16本塁打、103打点、14盗塁を記録した。オフにはアリゾナ・フォールリーグに参加し、スコッツデール・スコーピオンズに所属した。
2013年はAA級アーカンソー・トラベラーズでプレーし、132試合に出場して打率.221、6本塁打、42打点、14盗塁を記録した。
2014年もAA級アーカンソーでプレーし、126試合に出場して打率.223、6本塁打、54打点、26盗塁を記録した。オフには2年ぶりにアリゾナ・フォールリーグに参加し、メサ・ソーラーソックスに所属した。
2015年は開幕をA+級インランド・エンパイアで迎えた。AAA級ソルトレイク・ビーズを経てから8月18日にメジャー契約を結んでアクティブ・ロースター入りした。同日のシカゴ・ホワイトソックス戦でメジャーデビュー。この年メジャーでは34試合に出場して打率.174、1本塁打、4打点、1盗塁を記録した。
2016年は31試合に出場して打率.176、1本塁打、8打点を記録した。
2017年は50試合に出場して打率.225、3本塁打、11打点を記録した。
2018年は47試合に出場して打率.134、1本塁打、10打点に留まった。守備では一塁手、二塁手、三塁手に加え、遊撃手と左翼手も守り、無失策だった。シーズン終了後に2019年は三塁手及び投手としてトレーニングをして、二刀流を目指していると報道された。オフの12月10日にウェイバー公示を経てシアトル・マリナーズへ移籍したが、2019年1月21日にDFAとなった。
2019年1月24日に再びウェイバー公示を経てデトロイト・タイガースへ移籍したものの、2月23日に再びウェイバー公示を経て古巣のエンゼルスに復帰した。3月20日に40人枠外となり、マイナー契約でAAA級ソルトレイクへ配属された。この年はマイナーではAA級モービル・ベイベアーズとAAA級ソルトレイクでプレーした。野手としては2球団合計で85試合に出場して打率.276、9本塁打、62打点、3盗塁を記録し、投手としては2球団合計で17試合に登板して1勝2敗1セーブ、防御率10.19、16奪三振を記録した。9月18日にメジャー契約を結んでアクティブ・ロースター入りした。レギュラーシーズン終了後の10月28日にマイナー契約でAAA級ソルトレイクへ配属され、同日中にFAとなった。

## 詳細情報

### 年度別打撃成績
| 年 度    | 球 団    | 試 合 | 打 席 | 打 数 | 得 点 | 安 打 | 二 塁 打 | 三 塁 打 | 本 塁 打 | 塁 打 | 打 点 | 盗 塁 | 盗 塁 死 | 犠 打 | 犠 飛 | 四 球 | 敬 遠 | 死 球 | 三 振 | 併 殺 打 | 打 率 | 出 塁 率 | 長 打 率 | O P S |
| -------- | -------- | ----- | ----- | ----- | ----- | ----- | -------- | -------- | -------- | ----- | ----- | ----- | -------- | ----- | ----- | ----- | ----- | ----- | ----- | -------- | ----- | -------- | -------- | ----- |
| 2015     | LAA      | 34    | 52    | 46    | 8     | 8     | 2        | 0        | 1        | 13    | 4     | 1     | 1        | 1     | 0     | 5     | 0     | 0     | 19    | 1        | .174  | .255     | .283     | .538  |
| 2016     | LAA      | 31    | 87    | 85    | 8     | 15    | 4        | 0        | 1        | 22    | 8     | 0     | 0        | 0     | 1     | 0     | 0     | 1     | 23    | 1        | .176  | .184     | .259     | .443  |
| 2017     | LAA      | 50    | 117   | 102   | 18    | 23    | 5        | 1        | 3        | 39    | 11    | 4     | 2        | 2     | 0     | 10    | 1     | 3     | 28    | 4        | .225  | .313     | .382     | .695  |
| 2018     | LAA      | 47    | 124   | 112   | 7     | 15    | 7        | 1        | 1        | 27    | 10    | 1     | 0        | 0     | 1     | 10    | 0     | 1     | 44    | 2        | .134  | .210     | .241     | .451  |
| 2019     | LAA      | 9     | 26    | 25    | 1     | 4     | 3        | 0        | 0        | 7     | 1     | 1     | 0        | 0     | 0     | 1     | 0     | 0     | 7     | 2        | .160  | .192     | .280     | .472  |
| MLB：5年 | MLB：5年 | 171   | 406   | 370   | 42    | 65    | 21       | 2        | 6        | 108   | 34    | 7     | 3        | 3     | 2     | 26    | 1     | 5     | 121   | 10       | .176  | .238     | .292     | .530  |

- 2020年度シーズン終了時

### 年度別守備成績
内野守備
| 年 度 | 球 団 | 一塁（1B） | 一塁（1B） | 一塁（1B） | 一塁（1B） | 一塁（1B） | 一塁（1B） | 二塁（2B） | 二塁（2B） | 二塁（2B） | 二塁（2B） | 二塁（2B） | 二塁（2B） | 三塁（3B） | 三塁（3B） | 三塁（3B） | 三塁（3B） | 三塁（3B） | 三塁（3B） | 遊撃（SS） | 遊撃（SS） | 遊撃（SS） | 遊撃（SS） | 遊撃（SS） | 遊撃（SS） |
| 年 度 | 球 団 | 試 合      | 刺 殺      | 補 殺      | 失 策      | 併 殺      | 守 備 率   | 試 合      | 刺 殺      | 補 殺      | 失 策      | 併 殺      | 守 備 率   | 試 合      | 刺 殺      | 補 殺      | 失 策      | 併 殺      | 守 備 率   | 試 合      | 刺 殺      | 補 殺      | 失 策      | 併 殺      | 守 備 率   |
| ----- | ----- | ---------- | ---------- | ---------- | ---------- | ---------- | ---------- | ---------- | ---------- | ---------- | ---------- | ---------- | ---------- | ---------- | ---------- | ---------- | ---------- | ---------- | ---------- | ---------- | ---------- | ---------- | ---------- | ---------- | ---------- |
| 2015  | LAA   | -          | -          | -          | -          | -          | -          | -          | -          | -          | -          | -          | -          | 33         | 10         | 40         | 2          | 4          | .962       | -          | -          | -          | -          | -          | -          |
| 2016  | LAA   | 1          | 3          | 0          | 0          | 1          | 1.000      | 15         | 21         | 29         | 2          | 8          | .962       | 21         | 8          | 30         | 1          | 3          | .974       | -          | -          | -          | -          | -          | -          |
| 2017  | LAA   | -          | -          | -          | -          | -          | -          | 30         | 35         | 76         | 2          | 21         | .982       | 24         | 3          | 9          | 0          | 1          | 1.000      | -          | -          | -          | -          | -          | -          |
| 2018  | LAA   | 5          | 20         | 1          | 0          | 5          | 1.000      | 14         | 24         | 28         | 0          | 9          | 1.000      | 24         | 6          | 31         | 0          | 3          | 1.000      | 5          | 4          | 7          | 0          | 2          | 1.000      |
| MLB   | MLB   | 6          | 23         | 1          | 0          | 6          | 1.000      | 59         | 80         | 133        | 4          | 38         | .982       | 102        | 27         | 110        | 3          | 11         | .979       | 5          | 4          | 7          | 0          | 2          | 1.000      |

外野守備
| 年 度 | 球 団 | 左翼（LF） | 左翼（LF） | 左翼（LF） | 左翼（LF） | 左翼（LF） | 左翼（LF） |
| 年 度 | 球 団 | 試 合      | 刺 殺      | 補 殺      | 失 策      | 併 殺      | 守 備 率   |
| ----- | ----- | ---------- | ---------- | ---------- | ---------- | ---------- | ---------- |
| 2018  | LAA   | 4          | 4          | 1          | 0          | 0          | 1.000      |
| MLB   | MLB   | 4          | 4          | 1          | 0          | 0          | 1.000      |

- 2018年度シーズン終了時

### 背番号
- 41（2015年）
- 22（2016年 - 2019年）